# Lutjaninae
Sous-famille
Les Lutjaninae sont une sous-famille de poissons marins de la famille des Lutjanidae.

## Liste des genres
Selon ITIS (21 juillet 2025) :
- Caesio Lacepède, 1801
- Dipterygonotus Bleeker, 1849
- Gymnocaesio Bleeker, 1876
- Hoplopagrus Gill, 1861
- Lutjanus Bloch, 1790
- Macolor Bleeker, 1860
- Ocyurus Gill, 1862
- Pinjalo Bleeker, 1873
- Pterocaesio Bleeker, 1876
- Rhomboplites Gill, 1862